# 大特默德烏鄉
44°28′N 26°33′E / 44.467°N 26.550°E
大特默德烏鄉（羅馬尼亞語：Comuna Tămădău Mare, Călărași），是羅馬尼亞的鄉份，位於該國南部，由克勒拉希縣負責管轄，面積37平方公里，海拔高度43米，2007年人口2,300，人口密度每平方公里63人。